# 美国网球协会
美国网球协会（United States Tennis Association，简称USTA或者美国网协）是美国的国家网球管理机构。作为一个拥有70多万名会员的非营利性组织，该协会将其100%的收益用于促进和发展从基层到职业级别的网球运动。成立美国网球协会的目的是统一国内的网球规则和条例，并促进和发展美国网球运动的发展。
美国网球协会管理着美国网球公开赛的主办球场美国网球协会比利·简·金网球中心。
美国网球协会在全美多个地方举办大量比赛，包括初学者到职业选手，从青少年到成人各级别的网球赛事，还在每个周末在全国各地为俱乐部选手或专业选手举办比赛。包括美国网球协会职业巡回赛（USTA Pro Circuit）和美国网球公开赛系列赛等。

## 历史
美国网球协会的前身是美国全国草地网球协会（United States National Lawn Tennis Association ，简称USNLTA），于1881年由纽约市和美国东北地区的一小群网球俱乐部成员成立，当时大多数草地网球比赛都是在这些地方进行的。1920年，正式名称中去掉了「全国(national)」一词。1975年，「草地(lawn)」一词正式从名称中删除。

## 组织机构
美国网球协会下设17个地区分部，拥有70多万名个人会员、7000多名组织会员和专业工作人员。USTA的B团队位于纽约州怀特普莱恩斯。A团队位于佛罗里达州奥兰多的国家网球场（National Campus）。

### 地方分支机构
- USTA加勒比地区
- USTA东部地区
- USTA佛罗里达地区
- USTA夏威夷和太平洋地区

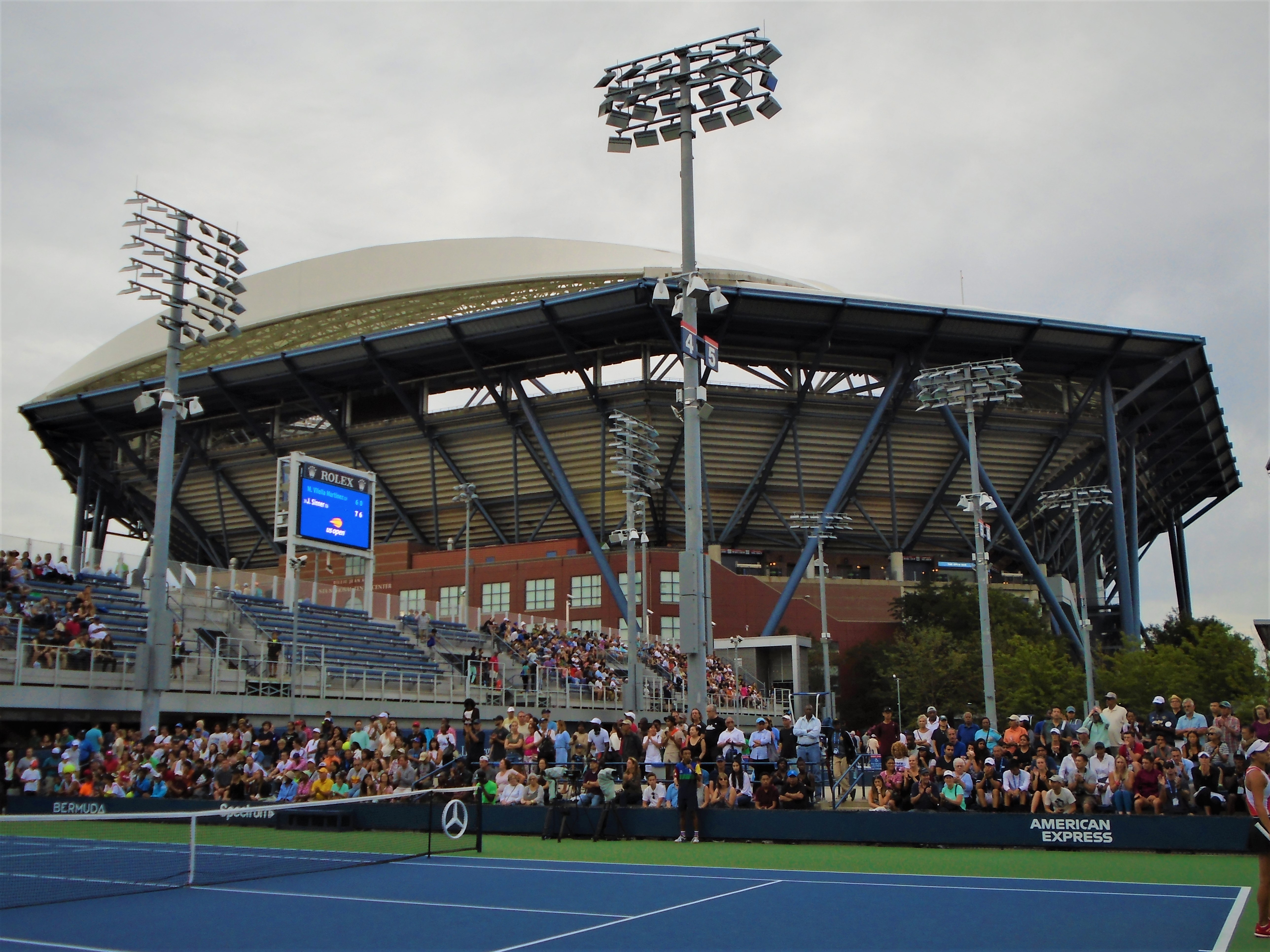
美国网球协会比利·简·金网球中心4号球场，背景为阿瑟·阿什体育场。

- USTA中部山区（Intermountain）
- USTA中大西洋地区
- USTA中部地区
- USTA中西部地区
- USTA密苏里河谷地区
- USTA新英格兰地区
- USTA北部地区
- USTA北加利福尼亚地区
- USTA西北太平洋地区
- USTA南部地区
- USTA南加利福尼亚地区（英语：USTA Southern California）
- USTA西南部地区
- USTA德克萨斯地区

## 国家排名
美国网球协会（USTA）与美国职业网球协会（USPTA）共同制定了国家网球等级评定计划（National Tennis Rating Program，简称NTRP），以将球员分为不同的技术等级。NTRP评级范围从初级的1.5级（0.5级递增）一直到7.0级或世界级选手。NTRP等级被用于美国国内联赛和锦标赛，以帮助赛事进行分级。在每个赛季结束时，USTA会计算并在网上公布每个人的年终等级 (http://tennislink.usta.com）。
评分是通过计算机算法计算的，该算法会根据每场比赛的实际结果与预期结果的比较情况来调整评分。预期结果是根据球场上球员的百分之一等级之差确定的。球员赢了多少场比赛，是单打还是双打，都不在计算之列。新参赛选手或NTRP评级过期的选手需要通过自我评级程序来确定他们的参赛级别。通过对一系列问题的具体回答，计算机可以为球员提供一个建议的等级。

## 旗下赛事
- 美国网球公开赛
- 辛辛那提公开赛（到2022年）
- 美国男子泥地网球锦标赛
- 国家青少年男子网球锦标赛（英语：Boys' Junior National Tennis Championship）（U16/U18）
- USTA职业巡回赛（USTA Pro Circuit）
- USTA校园网球（英语：USTA Tennis on Campus）